# Голиков, Евгений Алексеевич
Евгений Алексеевич Голиков (родился 20 октября 1946, Москва) — эстонский политик и социолог. 
Голиков живет в Эстонии с 1958 года. Окончил философский факультет Тартуского университета и является кандидатом философских наук.
Голиков был одним из основателей Народного фронта. Работал советником в правительстве Эдгара Сависаара и в первом правительстве Тийта Вяхи. Во время правления Эдгара Сависаара он был представителем Эстонии в Москве.
Позже он был бизнес-менеджером и членом совета AS Haltransa. В 1997 году Голиков начал работать советником по национальным отношениям тогдашнего премьер-министра Марта Сиймана.
С 2004 по 2011 год Голиков принадлежал к Народному союзу, с 2011 года к Социал-демократической партии.